# Kāshāntū
Kāshāntū (persiska: کاشانتو) är en ort i Iran.   Den ligger i provinsen Kermanshah, i den nordvästra delen av landet, 400 km väster om huvudstaden Teheran. Kāshāntū ligger 1 290 meter över havet och antalet invånare är 449.
Terrängen runt Kāshāntū är varierad. Runt Kāshāntū är det ganska tätbefolkat, med 60 invånare per kvadratkilometer. Närmaste större samhälle är Bīsotūn, 6,2 km söder om Kāshāntū. Trakten runt Kāshāntū består till största delen av jordbruksmark.